# نورث مورتون
نورث مورتون (به انگلیسی: North Moreton) یک روستا و محله مدنی در بریتانیا است که در آکسفوردشر جنوبی واقع شده‌است. نورث مورتون ۴٫۴۵ کیلومتر مربع مساحت و ۳۲۸ نفر جمعیت دارد.